# Phlegmariurus compactus
Phlegmariurus compactus är en lummerväxtart som först beskrevs av William Jackson Hooker, och fick sitt nu gällande namn av B. Øllg. Phlegmariurus compactus ingår i släktet Phlegmariurus och familjen lummerväxter. Inga underarter finns listade i Catalogue of Life.